# Anguilla bicolor bicolor
Anguilla bicolor bicolor és una subespècie de peix pertanyent a la família dels anguíl·lids.

## Descripció
- Pot arribar a fer 120 cm de llargària màxima (normalment, en fa 65).
- Nombre de vèrtebres: 105-115.
- 240-245 radis tous a l'aleta dorsal.
- 200-220 radis tous a l'aleta anal.[3][4][5]

## Reproducció
Té lloc en aigües oceàniques.

## Alimentació
Menja peixets, crustacis i mol·luscs.

## Hàbitat
És un peix d'aigua dolça, salabrosa i marina; demersal; catàdrom i de clima tropical (22°N-27°S).

## Distribució geogràfica
Es troba a Austràlia, Bangladesh, Cambodja, les Comores, el Timor Oriental, Guam, l'Índia, Indonèsia, Kenya, Madagascar, Malàisia, les Maldives, Maurici, la Micronèsia, Moçambic, Myanmar, el Pakistan, Palau, Papua Nova Guinea, les Filipines, Reunió, l'illa de Rodrigues, les Seychelles, Sud-àfrica, Sri Lanka, Taiwan, Zimbàbue i Tanzània.

## Longevitat
Pot assolir els 20 anys.

## Ús comercial
De vegades forma part del comerç de peixos d'aquari.

## Observacions
És inofensiu per als humans.